# Соединённые Штаты против Макмэна
Соединённые Штаты против Макмэна (англ. United States v. McMahon) — уголовное дело, возбуждённое в 1994 году окружным судом США по Восточному округу Нью-Йорка против Винса Макмэна, председателя World Wrestling Federation, по подозрению в поставке запрещённых анаболических стероидов своим рестлерам. 23 июля 1994 года присяжные признали Макмэна невиновным.

## Предыстория
Винс Макмэн был председателем совета директоров Titan Sports Inc., материнской компании рестлинг-промоушена World Wrestling Federation (WWF). В конце 1980-х годов WWF претерпела значительный рост, превратившись из регионального территориального рестлинг-промоушена, бывшего частью National Wrestling Alliance (NWA), в компанию национального масштаба.
В 1991 году доктор Джордж Захорян, врач из Пенсильвании, работавший врачом у ринга в WWF, был осуждён за незаконную поставку анаболических стероидов. На суде над ним выяснилось, что Захорян поставлял стероиды в WWF и их рестлерам, в частности, в офис Винса Макмэна в Titan Towers. Генеральный директор WWF Линда Макмэн, супруга Винса, в 1989 году направила служебную записку, в которой сообщалось, что Захорян не должен привлекаться для работы в WWF, это произошло до его ареста и суда по подозрению в незаконном распространении стероидов. В 1992 году, до предъявления обвинения, Винс Макмэн закрыл принадлежавшую ему Всемирную федерацию бодибилдинга.
В результате того, что Захорян сотрудничал с прокуратурой, в 1993 году Макмэну было предъявлено обвинение. Прокурор США по Восточному округу Нью-Йорка Закари В. Картер обвинил Макмэна в заговоре с целью распространения стероидов, хранении запрещённых стероидов с целью распространения и растрате за якобы использование денег компании Titan Sports Inc. для покупки запрещённых стероидов.
До суда Макмэн проиграл гражданский иск, поданный Джесси Вентурой по поводу долга в 800 000 долларов, причитающихся ему в качестве гонорара за комментарии Вентуры к программам WWF. Дело было назначено к слушанию в окружном суде США Восточного округа Нью-Йорка, а не в родном штате Макмэна и WWF — Коннектикуте. Это было связано с тем, что обвинители утверждали, что распространение стероидов происходило на Лонг-Айленде. Суд должен был начаться в июне 1994 года, но был отложен до следующего месяца. Тед Тёрнер, владелец конкурирующей с WWF организации World Championship Wrestling (WCW), предложил попробовать привлечь CNN к освещению суда для Turner Broadcasting System.

## Процесс

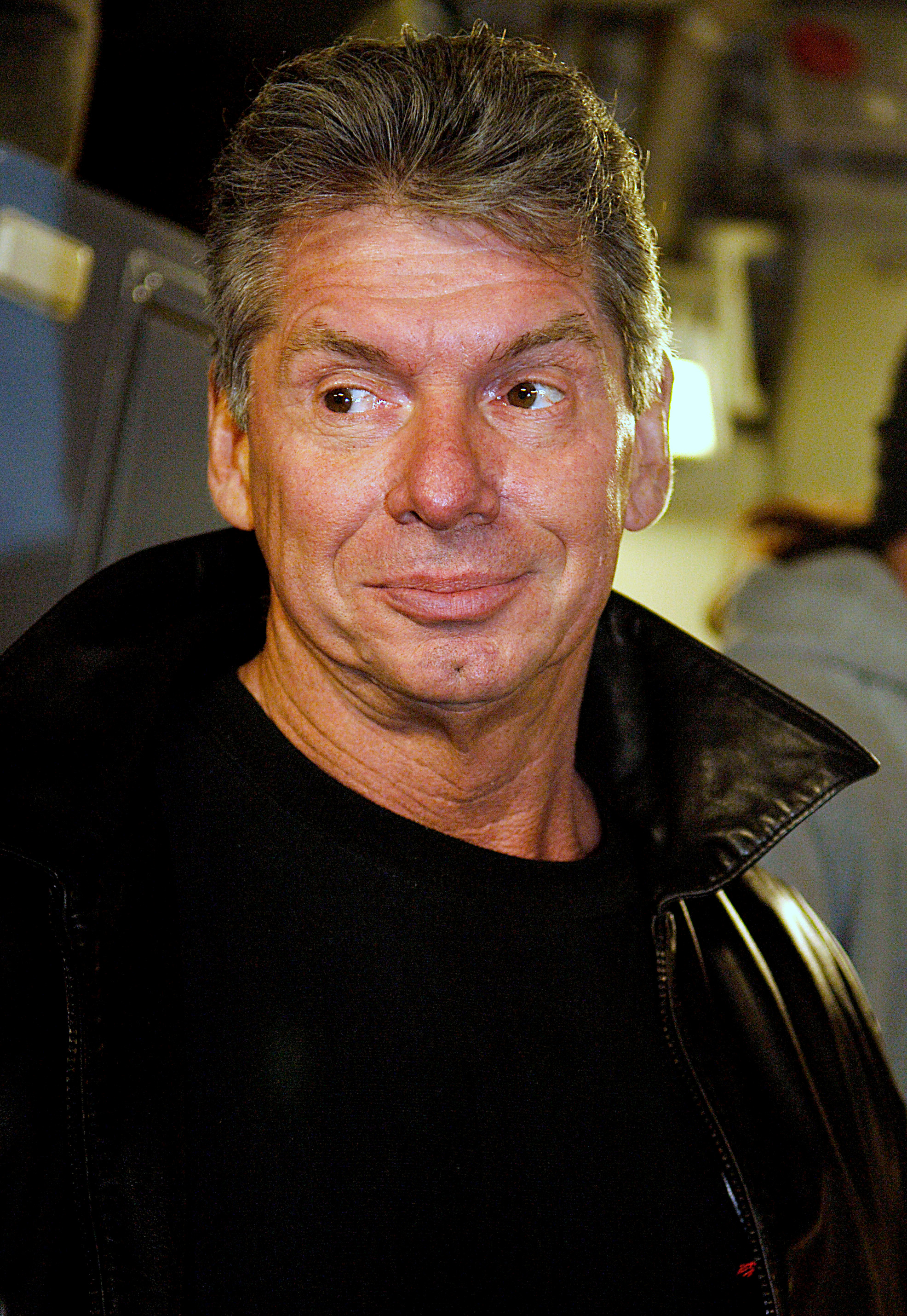
Винс Макмэн, председатель WWF

Правительство США выдвинуло против Винса Макмэна шесть обвинений, однако три из них были отклонены до начала судебного процесса. Оставшиеся три обвинения касались двух случаев распространения стероидов и одного случая сговора с целью распространения стероидов. Дело рассматривал судья Джейкоб Мишлер. Обвинение утверждало, что Макмэн отвечал за распространение запрещённых стероидов среди рестлеров WWF; они также обвиняли Макмэна в том, что он требовал от рестлеров принимать стероиды во время их работы в WWF. В качестве главного свидетеля обвинения выступал Халк Хоган, который был главной звездой WWF во время её экспансии, а на момент суда работал в WCW. Давая показания под иммунитетом от преследования, Хоган заявил, что, хотя ранее он принимал стероиды по собственному рецепту в медицинских целях и получал их от Захоряна вместе с письмами фанатов и зарплатой, Макмэн никогда не просил его принимать стероиды и не покупал их от его имени.
Одиннадцать рестлеров, включая Хогана, были вызваны для дачи показаний стороной обвинения. Никто из других рестлеров, вызванных для дачи показаний, не подтвердил, что Макмэн поставлял им стероиды, кроме Нэйлза. Нэйлз утверждал, что Макмэн оказывал на него давление, заставляя принимать стероиды, чтобы сделать его крупнее. Однако адвокат Макмэна утверждал, что Нэйлз был враждебным свидетелем, поскольку его ранее уволили из WWF, и он был недоволен и жаждал мести. Нэйлза противоречил сам себе во время дачи показаний, заявляя, что не испытывает вражды к Макмэну, но позже ответил утвердительно, что ненавидит Макмэна.
Адвокат Макмэна не выступил в защиту. Адвокат Макмэна заявил, что у него был только один разговор с Захоряном о стероидах, и то по поводу беспокойства Макмэна о здоровье его рестлеров. Судья Мишлер снял обвинения в распространении стероидов на том основании, что обвинение не представило достаточных доказательств того, что они имели место в пределах юрисдикции суда. Присяжные совещались шестнадцать часов по обвинению в сговоре, прежде чем вынести вердикт о невиновности. Макмэн заявил, что он использовал стероиды, но до того, как они стали запрещены в 1991 году в соответствии с Законом о контролируемых веществах. Макмэн объявил свою компанию свободной от допинга, и WWF ввела жёсткую политику тестирования после этого. Любой рестлер WWF, пойманный с допингом, будет уволен, что и произошло год спустя, когда Краш был арестован за хранение стероидов и марихуаны на Гавайях, и в результате был уволен из WWF.

## Последствия
После суда WWF сохранила политику тестирования на препараты, введённую в результате расследования, и даже использовала её в своих сценках «Миллиардер Тед» в программах WWF, чтобы показать, что у WCW её не было. Однако, по словам Линды, они приостановили её в 1996 году из-за затрат. WWF также начала продвигать более мелких рестлеров, а не мускулистых, которых они имели с 1980-х годов. В 2003 году судебный процесс был использован как повод для сюжетной вражды между Хоганом и Макмэном, которая завершилась их поединком на WrestleMania XIX.
Во время предвыборной кампании Линды Макмэн в Сенат США в 2010 году судебный процесс по делу о стероидах был использован её политическими оппонентами для нападок на неё, хотя она не имела к этому процессу никакого отношения.

## В СМИ
26 июля 2021 года стало известно, что WWE Studios и Blumhouse Television разрабатывают телевизионный сериал об истории жизни Макмэна. Сериал под названием «Соединённые Штаты Америки против Винса Макмэна» будет представлять собой беллетризованную версию судебного процесса. Судебный процесс станет темой для одного из эпизодов третьего сезона шоу «Обратная сторона ринга».